# Édouard Fiset
Édouard Fiset est un architecte-urbaniste québécois qui est connu pour ses réalisations à Québec et comme architecte en chef d'Expo 67.

## Biographie
Après des études à l'École des beaux-arts de Québec, il part étudier à Paris et est diplômé en 1940 mais se fait prisonnier par le régime Vichy jusqu'en 1944.

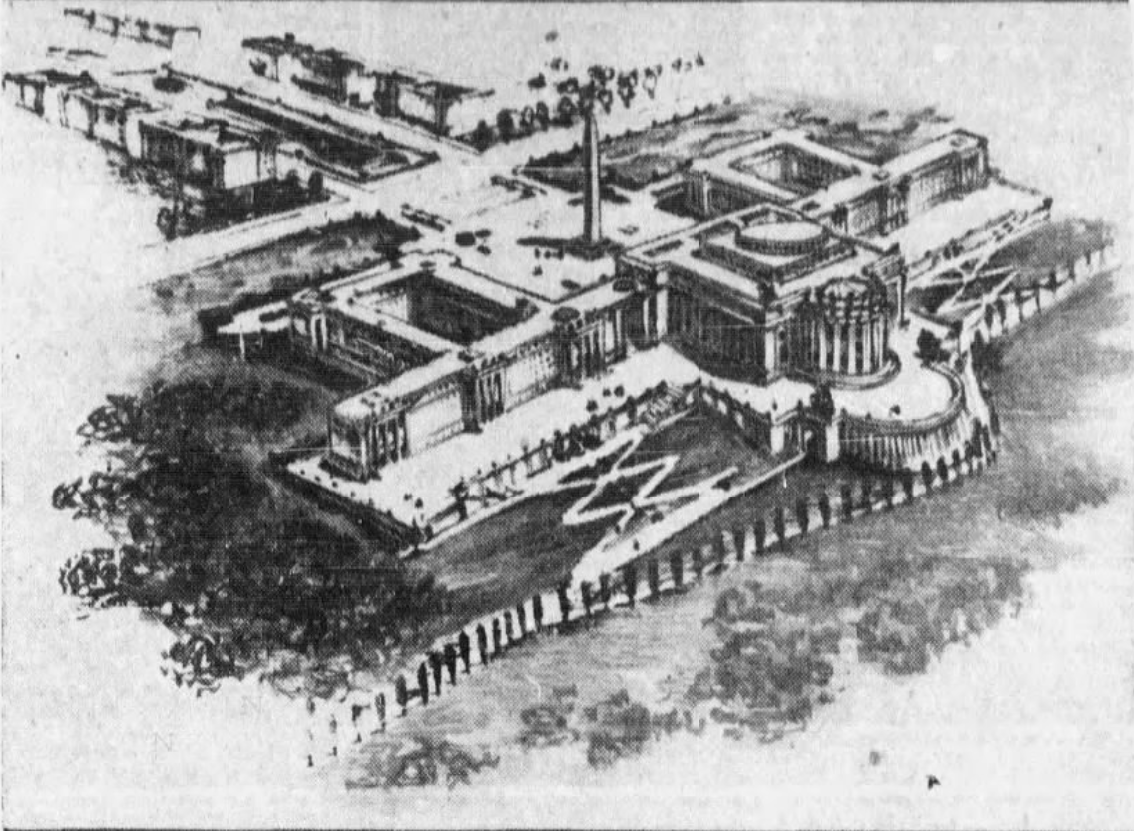
Esquisse d'un projet de bâtiment abritant le siège de l'ONU à Québec, conçue par Fiset et Adrien Dufresne et commandée par la Ville de Québec afin d'attirer l'organisme à s'y établir.

Au début de sa carrière, Fiset conçoit les plans de l'actuel campus de l'Université Laval en 1946, pour lesquels il puise son inspiration dans les campus américains en vogue à l'époque et les grands jardins à la française. Il dessine par la suite d'autres pavillons de l'université: Ernest-Lemieux, Biermans-Moraud et Charles-de-Koninck. Il assiste en 1949 son ancien professeur parisien Jacques Gréber pour préparer un plan d'urbanisme de la colline parlementaire d'Ottawa, ce qui lui valut d'être plus tard approché pour la réaménagement des alentours du Parlement de Québec. 
Gréber, Roland Bédard et lui proposèrent donc en 1956 le « projet d’aménagement de Québec et sa région » et  Fiset produira le « Rapport sur l'aménagement de la cité parlementaire et du secteur limitrophe », aussi connu sous le nom Rapport Fiset, en 1963. Après l'élection de Daniel Johnson et son équipe en 1966, les idées de Fiset, qui souhaitait faire de l'hôtel du Parlement le point culminant de la colline à l’instar de celle d'Ottawa, sont toutefois éclipsées au profit de celles de Jean-Claude La Haye pour qui quelques édifices en hauteurs dans les environs mettraient aussi bien le Parlement en valeur. 
C'est aussi du rapport Fiset que naît l'autoroute Dufferin-Montmorency, ou 440, voie d'accès à la colline. Dans les années 1950, il conçoit pour les besoins de l'usine Canadian  British  Aluminium et ses employés les plans du quartier Saint-Georges de Baie-Comeau.
Sa carrière atteint son apogée lorsqu'il est nommé architecte en chef d'Expo 67, ce qui le fait relocaliser à Montréal. Il est fait par après membre de l'Ordre du Canada pour souligner ses réalisations sur le site de l'exposition.

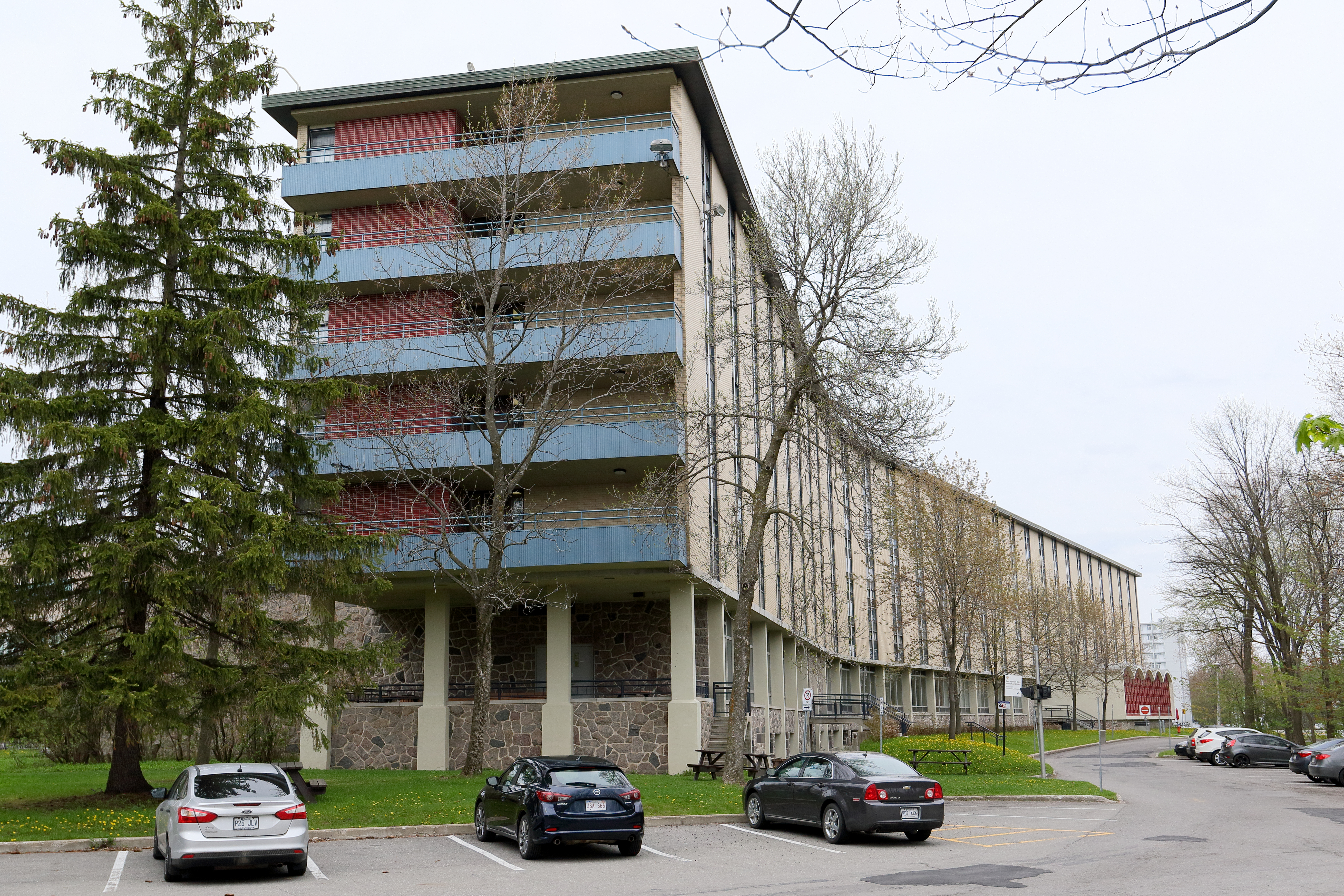
Pavillon Ernest-Lemieux
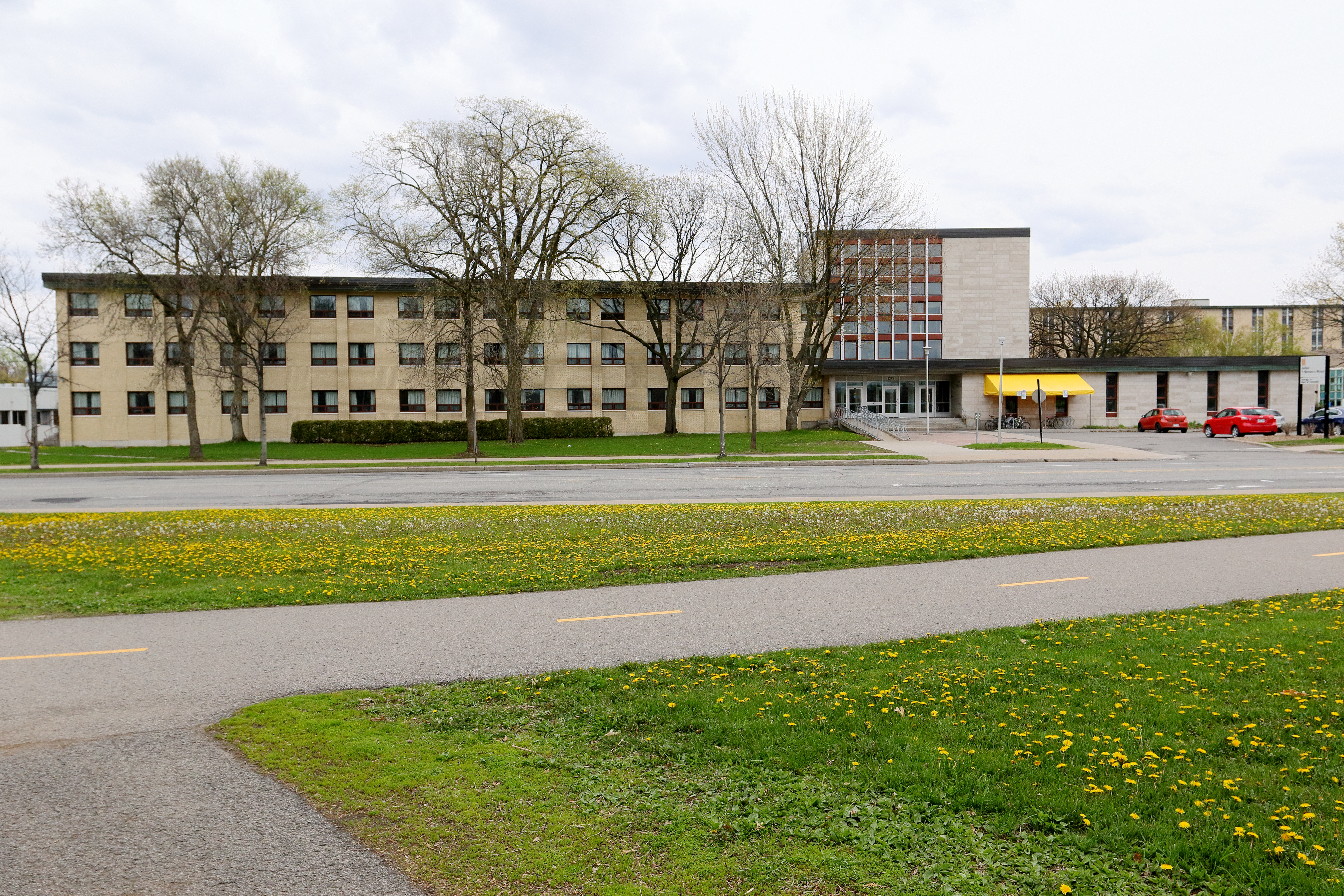
Pavillon H.-Biermans-L.-Moraud
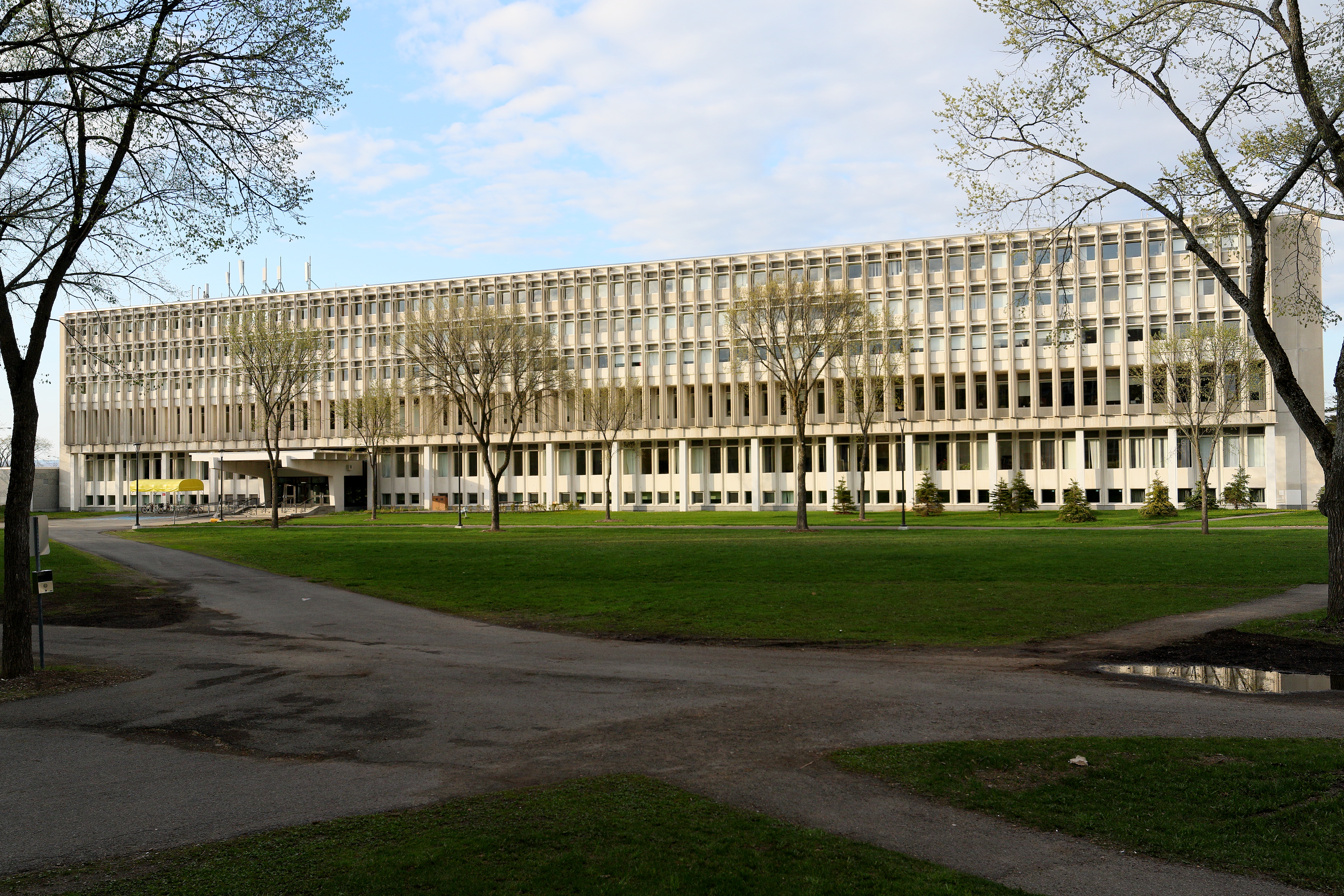
Pavillon Charles-De Koninck

## Postérité
Fiset figure sur une fresque de 450 m2 peinte sur un mur aveugle de l'édifice Marie-Guyard. Inaugurée en 2008, la Fresque BMO de la capitale nationale du Québec est un hommage à la Ville de Québec et à son statut de capitale et figurent 30 personnages ayant marqué, à leur façon, l'histoire politique du Québec.

## Principales réalisations architecturales
- Station de télévision CFCM-DT[7], 1000 Avenue Myrand (1954)
- Pavillon H.-Biermans-L.-Moraud[8], Université Laval (1958)
- Edifice La Laurentienne[9], 500 Grande Allée E. (1962)
- Pavillon Charles-De Koninck[10], Université Laval (1963)
- Édifice Marie-Guyart[11] (1968)